# Divisió Nord-oest (NBA)
La Divisió Nord-oest és una divisió de la Conferència Oest de l'NBA.

## Equips actuals
- Denver Nuggets
- Minnesota Timberwolves
- Portland Trail Blazers
- Oklahoma City Thunder
- Utah Jazz

## Campions
- 2005: Seattle SuperSonics
- 2006: Denver Nuggets
- 2007: Utah Jazz
- 2008: Utah Jazz
- 2009: Denver Nuggets
- 2010: Denver Nuggets
- 2011: Oklahoma City Thunder
- 2012: Oklahoma City Thunder
- 2013: Oklahoma City Thunder
- 2014: Oklahoma City Thunder
- 2015: Portland Trail Blazers
- 2016: Oklahoma City Thunder
- 2017: Utah Jazz
- 2018: Portland Trail Blazers
- 2019: Denver Nuggets
- 2020: Denver Nuggets

## Títols
- 6: Seattle SuperSonics/Oklahoma City Thunder
- 5: Denver Nuggets
- 3: Utah Jazz
- 2: Portland Trail Blazers